# Fondo di ricerca
Un fondo di ricerca (in inglese "search fund") è un veicolo di investimento attraverso il quale un imprenditore raccoglie capitale da investitori allo scopo di acquisire un'azienda nella quale desidera assumere un ruolo di leadership attivo e quotidiano. I fondi di ricerca possono essere finanziati anche tramite autofinanziamento: in questo scenario, l’imprenditore che guida l’acquisizione può utilizzare le proprie risorse per acquisire e assumere la proprietà dell’azienda, invece di fare affidamento sui finanziamenti di investitori privati esterni.
Nella prima fase, un ristretto consorzio di investitori supporta gli imprenditori ("Searchers") nella ricerca di una società target da acquisire. Un fondo di ricerca può riuscire o meno nell'identificare  una società di acquisizione target. A seguito dell'identificazione di un target, gli investitori dispongono della facoltà, ma non dell'obbligo, di investire una quota nella società target proporzionale al loro investimento iniziale nel fondo di ricerca. Nella seconda fase, il Searcher (o a coppia di Searcher) del fondo di ricerca assume un ruolo operativo nella società acquisita, quale amministratore delegato e/o presidente.
I fondi di ricerca tradizionali generalmente puntano ad acquisire imprese valutate tra i 5 e 50 milioni di dollari, che necessitano da 2 a 10 milioni di dollari di capitale azionario. Tali imprese sono preferibilmente in settori frammentati, con posizioni di mercato sostenibili, una cronistoria di flussi di cassa stabili, e con la presenza di significative opportunità di miglioramento operativo e crescita sostenibile nel lungo periodo. I fondi di ricerca autofinanziati generalmente si rivolgono ad aziende di dimensioni più ridotte. Le aziende di servizi e di manifattura leggera, al di fuori dei settori di alta tecnologia, sono considerate target desiderabili. Spesso queste imprese sono caratterizzate da una gestione non ottimale prima dell'acquisizione.
La maggior parte dei fondi di ricerca viene avviata da imprenditori con esperienza manageriale limitata, e talvolta, senza esperienza diretta nel settore di interesse. L’obiettivo degli investitori è quello di posizionare manager promettenti e motivati in un contesto con elevate probabilità di successo, anche grazie alla supervisione e all'esperienza degli stessi investitori.
Le origini dei fondi di ricerca sono comunemente ricondotte a H. Irving Grousbeck, professore presso la Graduate School of Business dell'Università di Stanford, che ideò il concetto nel 1984. Da allora, si stima che siano stati formati o siano attualmente in formazione 627 fondi tradizionali, di cui 198 attualmente operativi. La maggior parte dei fondi di ricerca di successo sono stati raccolti da ex studenti di prestigiosi programmi MBA, che hanno accesso a forti reti di private equity. L'Università di Stanford ha documentato più di 177 fondi di ricerca.
Bibliografia
Antonio Molinari, "Search Funds", introduzione di Fabio L. Sattin, Guerini Next, 2019
Jan Simon, "Search Funds e Acquisizioni Imprenditoriali", Tellwell, 2024